# 馬瑙雷 (瓜希拉省)

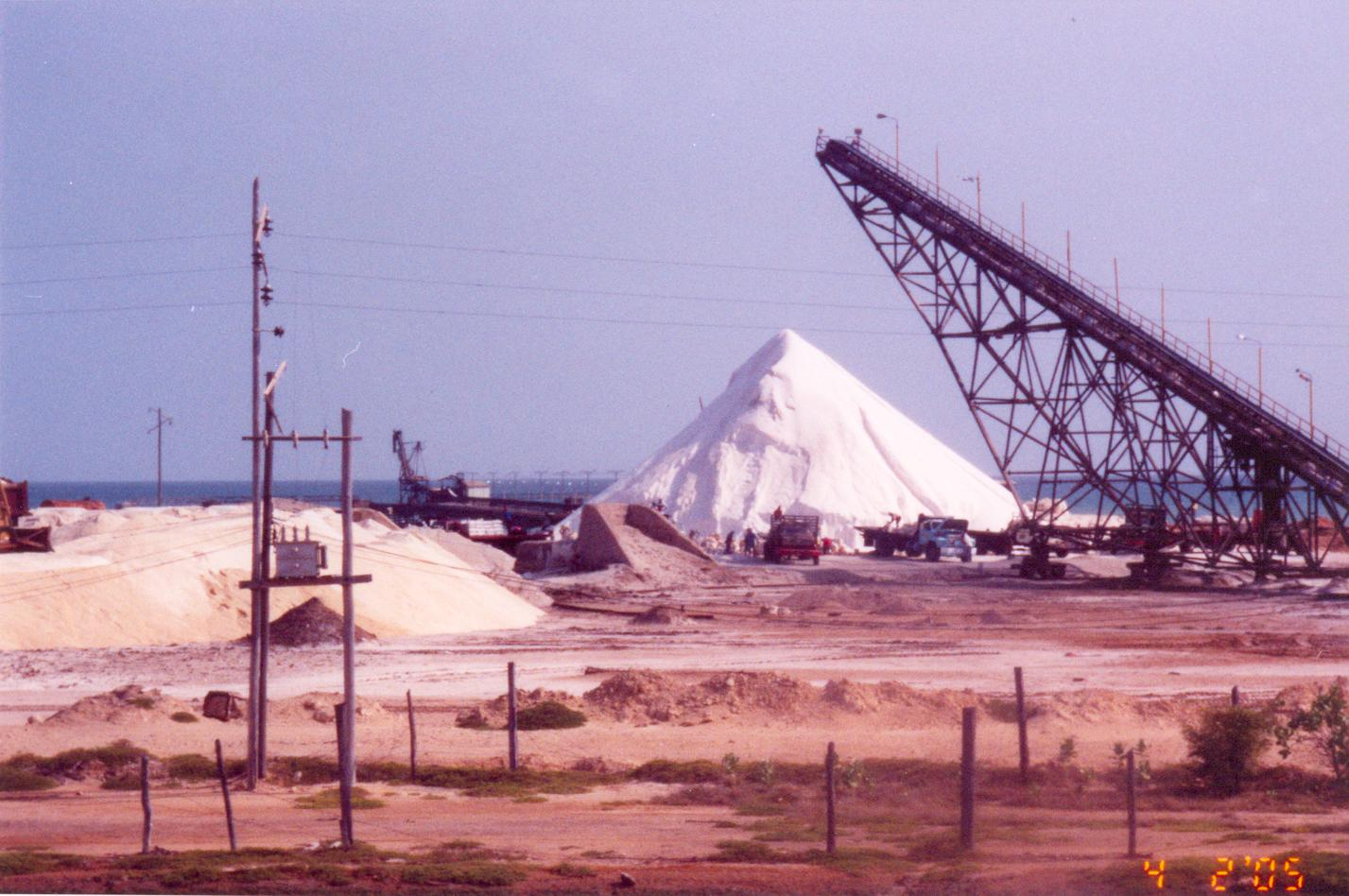

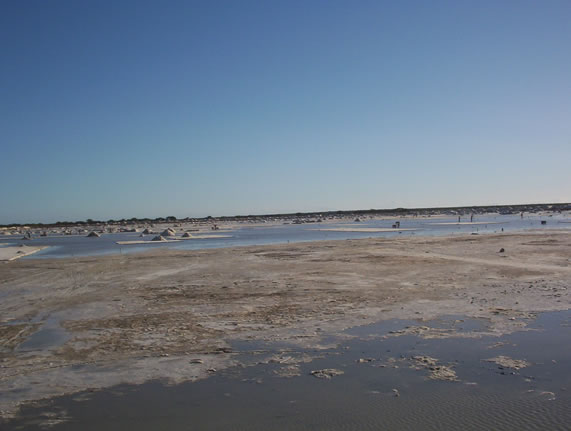

馬瑙雷是哥倫比亞的城鎮，位於該國北部，由瓜希拉省負責管轄，距離里奧阿查63公里，始建於1723年，面積1,971平方公里，海拔高度3米，2005年人口68,578。

## 外部連結
- （西班牙文）Manaure official website

11°46′45″N 72°26′58″W / 11.7792°N 72.4494°W